# San Pedro Garza García
San Pedro Garza García é um município do estado de Nuevo León, no México. 
Em 2005, o município possuía um total de 122.009 habitantes.